# Dicranomyia brookesi
Dicranomyia brookesi är en tvåvingeart som beskrevs av Edwards 1923. Dicranomyia brookesi ingår i släktet Dicranomyia och familjen småharkrankar. Inga underarter finns listade i Catalogue of Life.